# Dolores Hayden
Dolores Hayden (Nova Iorque, 1945) é uma historiadora e escritora estadunidense focada em estudos de gêneros, classe e raça na história urbana. Também é poeta, arquiteta e professora emérita de arquitetura, urbanismo e estudos americanos na Universidade de Yale.

## Biografia
Graduou-se em 1966 na Mount Holyoke College; e estudou na Universidade de Cambridge e na Universidade Harvard. Publicou obras premiadas sobre política do lugar, estudos de gênero e planejamento urbano, se tornando pioneira no tema. Também publicou livros de poesias. Em 1984, fundou a The Power of Place, uma organização sem fins lucrativos que visa a conservação dos marcos culturais e da arte urbana de Los Angeles, com destaque à história de mulheres e pessoas negras; e dirigiu a organização até 1991. Ganhou, em 2022, o 24º Prêmio Vincent Scully como historiadora urbana e arquiteta, devido ao seu trabalho apresentar tipos de moradia socialmente progressistas pouco conhecido e inspirar públicos diversos; e neste mesmo ano, recebeu o II Prêmio Matilde Ucelay, pelo seu trabalho em prol da igualdade de gênero. Trabalhou como professora na Universidade de Yale, Universidade da Califórnia em Berkeley, Universidade da Califórnia em Los Angeles e no Instituto de Tecnologia de Massachusetts; e foi nomeada professora emérita de Yale. Hayden se aposentou como professora no ano de 2017.

## Obras

### Urbanismo e política do lugar
- 1976 - Seven American Utopias.[2]
- 1981 - The Great Domestic Revolution.[3]
- 1984 - Redesigning the American Dream.[1]
- 1995 - The Power of Place: Urban Landscapes as Public History.[3]
- 2003 - Building Suburbia: Green Fields and Urban Growth.[3]
- 2006 - A Field Guide to Sprawl.[2]

### Poesia
- 2004 - American Yard.[6]
- 2010 - Nymph, Dun and Spinner.[6]
- 2014 - Exuberance.[3]

## Prêmios
- Prêmio Vincent Scully.[1]
- Prêmio Matilde Ucelay.[1]
- Prêmio Emily Dickinson.[6]
- Prêmio Barbara Bradley.[6]
- Farber Award.[6]